# P̤
P̤ (minuscule : p̤), appelé  P tréma souscrit, est un graphème utilisé dans la romanisation de l’alphabet mandéen. Elle est composée de la lettre P diacritée d’un tréma souscrit.

## Utilisation
Dans la romanisation de l’alphabet mandéen, la lettre ‹ ࡐ࡙ › est romanisé par ‹ p̤ › et représente la consonne /f/.
Dans l’alphabet phonétique international ‹ p̤ › représente la consonne /p/ murmurée.

## Représentations informatiques
Le P tréma souscrit peut être représenté par les caractères Unicode suivant :
- décomposé (latin de base, diacritiques) :

| formes    | représentations | chaînes de caractères | points de code | descriptions                                         |
| --------- | --------------- | --------------------- | -------------- | ---------------------------------------------------- |
| majuscule | P̤               | P◌̤                    | U+0050 U+0324  | lettre majuscule latine p diacritique tréma souscrit |
| minuscule | p̤               | p◌̤                    | U+0070 U+0324  | lettre minuscule latine p diacritique tréma souscrit |

## Sources
- (en) Michael Everson, Proposal for encoding the Mandaic script in the BMP of the UCS (no N3485R, L2/08-270R), 4 aout 2008 (lire en ligne)